# Stefan Boskov
Stefan Boskov (bulgare : Стефан Божилов Стефанов; né le 20 septembre 1923, et mort le 1er février 2014) est un footballeur et entraîneur de football bulgare.

## Biographie
Durant sa carrière, il a joué notamment au CSKA Sofia avec lequel il a remporté le Championnat de Bulgarie à dix reprises et la Coupe de Bulgarie à trois reprises. Il a également évolué en sélection de Bulgarie avec laquelle il a remporté deux médailles olympiques, l'une en bronze lors des Jeux olympiques d'été de 1956 à Melbourne (Australie) et l'autre en argent lors des Jeux olympiques d'été de 1968 à Mexico (Mexique), il a acquis cette seconde médaille en tant qu'entraîneur. Il a été également le sélectionneur national de la Bulgarie lors de la coupe du monde 1970.